# Massimiliano Giornetti
Massimiliano Giornetti (Carrara, 29 ottobre 1971) è uno stilista e designer italiano, ex direttore creativo della casa di moda Salvatore Ferragamo.

## Biografia
Nato il 29 ottobre 1971 a Carrara, vi ha conseguito la maturità scientifica. Si è laureato in Lingua e Letteratura Inglese nel 1996 presso l'Università di Firenze. Nel 1999 si è diplomato in Fashion Design presso il Polimoda Fashion Design Institute di Firenze, frequentando un corso di studi frutto della collaborazione con il London's Fashion College e il Fashion Institute of Technology di New York. La formazione composita, ma allo stesso tempo creativa e concreta del designer italiano, ha caratterizzato da subito lo stile delle sue collezioni che interpretano spesso «un metodo filologico» che però non è mai didascalico o ripetitivo.
Terminati gli studi, ha iniziato a Roma la sua carriera di stilista, collaborando come assistente del designer Anton Giulio Grande alla collezione prêt-à-porter e haute couture.
Nel luglio 2000 Giornetti è entrato nella Divisione Uomo della Salvatore Ferragamo, per diventarne il Direttore Creativo nel gennaio 2004. Da allora è cresciuto all'interno dell'azienda, assimilandone i valori fino ad essere investito, nel gennaio 2010, della nomina di Direttore Creativo di tutte le linee di abbigliamento della maison fiorentina, inclusa la Divisione Donna e accessori: una posizione inedita nell'organizzazione dell'azienda, che fino ad allora conservava separate le direzioni creative delle proprie linee di prodotto.
In questi anni, Giornetti ha messo in atto una rivoluzione, soft ma incontrovertibile. È stato in grado di raccontare i codici unici della maison Ferragamo mettendo in atto quanto aveva già prefigurato il suo fondatore: Salvatore Ferragamo. Il lavoro dello stilista ha saputo modificare il repertorio Ferragamo nel rispetto della tradizione e dello stile, declinando in maniera contemporanea l'eredità autentica ricevuta.

## Stile
La nomina di Massimiliano Giornetti come direttore creativo è legata alla sua inedita capacità di interpretazione dei valori forti di qualità e comfort che caratterizzano lo stile Ferragamo. Il designer toscano si contraddistingue per la realizzazione di collezioni secondo la sua concezione di moda democratica, ponendo al centro dell'attenzione la persona legata al tempo ed al contesto sociale in cui vive.
Il suo orientamento stilistico, innovativo e artigianale al tempo stesso, si concentra sulla funzionalità “dell'oggetto da indossare” adatto ad un pubblico trasversale, ad un'utenza varia e ad un “bello across”, che sa attraversare categorie e demografie, come lui stesso definisce.

## Collezioni
Giornetti ha debuttato come Direttore Creativo della Salvatore Ferragamo con la sfilata Autunno/Inverno 2010-2011, a Palazzo Mezzanotte a Milano nel febbraio 2010. 
Nel giugno 2011, nella splendida dimora newyorkese appartenuta all'ereditiera, filantropa e collezionista d'arte Doris Duke, ha presentato la prima sfilata della collezione Resort Salvatore Ferragamo 2012. 
La successiva collezione Resort ha sfilato nel giugno 2013 sotto le arcate del peristilio dell'Ala Denon, al Musée du Louvre di Parigi, che per la prima e finora unica occasione nella sua storia ha prestato i suoi spazi espositivi interni a una sfilata di moda.
Nell'ottobre 2013 all'inaugurazione del Wallis Annenberg Center for the Performing Arts a Beverly Hills, California, di cui Salvatore Ferragamo era sponsor ufficiale, Giornetti ha presentato la collezione Primavera/Estate 2014 in un'edizione della sfilata arricchita da dodici abiti da sera disegnati per l'occasione.

## Premi e riconoscimenti
- Novembre 2011: GQ Spagna - Premio “Uomo dell'Anno“ come miglior designer.
- Novembre 2012: Marie Claire Spagna – Premio “Miglior Collezione di Accessori dell'Anno”.
- Agosto 2013: Premio all'Eccellenza Città di Carrara - categoria Made in Italy.
- Novembre 2013: GQ Mexico – Designer Internazionale dell'anno.
- Gennaio 2015: Marie Claire Netherlands, Best Fashion House